# Сидорченко, Виктор Фёдорович
Виктор Фёдорович Сидорченко (1931—2019) — советский и российский учёный-юрист в области международного и морского права, доктор юридических наук (1980), профессор (1982). Почётный профессор СПбГУ (2007). Заслуженный деятель науки Российской Федерации (2008).

## Биография
Родился 13 февраля 1931 года в городе Спасск-Дальний, Приморского края в военной семье, его отец погиб в 1941 году на войне.
С 1954 года после окончания Владивостокского высшего мореходного училища работал на Камчатско-Чукотском пароходстве. С 1954 по 1968 годы — штурман и капитан дальнего плавания на торговых и рыболовных судах.
В 1968 году В. Ф. Сидорченко заочно окончил Московский Всесоюзный юридический заочный институт. В 1971 году защитил кандидатскую, а в 1980 году — докторскую диссертации по проблемам международного морского права. С 1971 по 1975 годы — старший научный сотрудник в  Ленинградском проектно-конструкторском институте рыбопромыслового флота и доцент в  Финансово-экономического института им. А. А. Вознесенского.
С 1975 по 1982 годы — доцент, с 1982 по 1989 годы — профессора, с 1989 по 1999 годы — заведующий кафедрой международного права Санкт-Петербургского государственного университета. С 1999 по 2019 годы — профессор кафедры международного права этого университета, основная сфера его научных интересов — проблемы безопасности мореплавания, спасания на море, статуса морских судов, борьбы с пиратством, ответственности при морских происшествиях. Долгие годы профессор В. Ф. Сидорченко читал лекции по международному публичному и международному частному праву, вел спецкурс по международному морскому праву. 
Помимо основной деятельности  В. Ф. Сидорченко являлся членом Учёного совета и  председателем диссертационного совета ЮФ СПбГУ по защите докторских диссертаций, был членом экспертной комиссии ВАК РФ, членом Российской ассоциации международного права и членом редколлегии «Журнала международного частного права».
Умер 9 октября 2019 года в Санкт-Петербурге.

## Награды
- Заслуженный деятель науки Российской Федерации (2008)
- Почётный профессор СПбГУ (2007)